# Punta Limpia
La punta Limpia es una punta que marca la entrada norte de la bahía Stromness y se encuentra al sudoeste del cabo Saunders y al este de puerto Leith, sobre la costa nordeste de la isla San Pedro, del archipiélago de las Georgias del Sur.
El punto extremo sudeste de este accidente geográfico es la punta Framnaes  (54°07′S 36°43′O / -54.117, -36.717), y a unos 900 m en dirección al sudeste, emergen las rocas Negras, la más alta de las cuales tiene 4,5 m.